# Tramvajska linija br. 1 u Osijeku
Linija 1 (Zeleno polje – Višnjevac) jedna je od dvije tramvajske linije u Osijeku. Proteže se od Zelenog polja na području Donjeg grada preko Tvrđe, Gornjeg grada i Retfale, sve do Višnjevca.